# Armadillo hirsutus
Armadillo hirsutus is een pissebed uit de familie Armadillidae. De wetenschappelijke naam van de soort is voor het eerst geldig gepubliceerd in 1856 door Koch.